# Stati siro-ittiti

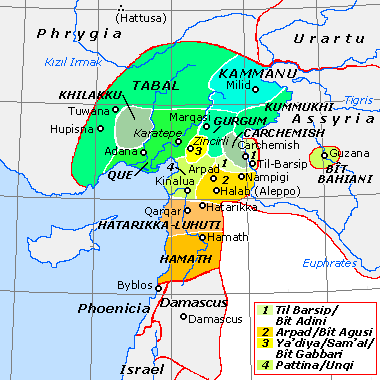
Mappa storica degli Stati siro-ittiti nel 800 a.C. circa. I confini sono ipotetici.

Gli Stati siro-ittiti (in precedenza Stati neo-ittiti) furono entità politiche della prima età del ferro di lingua luvia e aramaica. 
Si svilupparono al confine tra la Siria settentrionale e l'Anatolia meridionale dopo il crollo dell'Impero ittita nel 1180 a.C. e durarono fino al 700 a.C. circa. 
Il termine "neo-ittita" a volte è riservato specificamente ai principati di lingua luvia, come Arslantepe e Karkemiš. In un senso più ampio, il termine "siro-ittita" è oggi applicato a tutte queste entità, dalle anatoliche Tabal e Quwê, a quelle della Siria settentrionale e costiera.

## Storia

### Origine

Il vasto Impero ittita alla sua massima espansione nelle terre dell'Anatolia centrale

Il crollo dell'Impero ittita è solitamente associato al graduale declino delle reti commerciali del Mediterraneo orientale e al conseguente crollo di molte importanti città della tarda età del bronzo nel Levante, in Anatolia e nell'Egeo.
All'inizio del XII secolo a.C. Wilusa (Troia) fu distrutta. Poco dopo, l'Impero ittita subì un improvviso e devastante attacco da parte dei Kaska, un'oscura popolazione stanziata intorno alle coste al Mar Nero, che penetrarono nell'Anatolia orientale e continuarono ad espandersi verso sudest sino a scontrarsi con gli Assiri. Il re dell'Assiria, Tiglatpileser I, documentò che nel tardo secolo XII a.C. i Kaska e i loro alleati Mushki erano attivi nella regione centrale di Hatti. Tiglatpileser li sconfisse vicino al Tigri cancellandoli dalla storia. Il passaggio dei Kaska portò alla distruzione della capitale ittita di Hattuša mentre centri importanti di Arzawa, Lidia e Alasiya/Cipro, nonché le città di Ugarit e Alalakh vennero distrutte dai cosiddetti Popoli del Mare.
In seguito a questo crollo delle grandi città, attorno alle quali si organizzava il territorio durante l'età del bronzo, il panorama dei primordi dell'Età del ferro nell'Alta Mesopotamia, in Anatolia e in Siria si frammentò in insediamenti dispersi e ruralizzati, con la comparsa d'un gran numero di frazioni, villaggi e fattorie. Gli stati siro-ittiti emersero nel processo di tale importante trasformazione del paesaggio, sotto forma di entità regionali, con nuove strutture politiche e culturali. È stato possibile tracciare un legame dinastico tra la dinastia imperiale ittita e i "Grandi Re" e i "Signori delle campagne" di Melid e Karkemish della prima età del ferro, dimostrando una continuità ininterrotta tra la tarda età del bronzo e la prima età del ferro in quei siti.
A parte le testimonianze epigrafiche, la continuità culturale ininterrotta degli stati neo-ittiti nella regione, dalla tarda età del bronzo alla prima età del ferro è ulteriormente confermata da recenti scavi archeologici presso il tempio del dio della tempesta nella cittadella di Aleppo e nel tempio di Ain Dara dove gli edifici della tarda età del bronzo continuarono ad essere in uso senza interruzioni nell'età del ferro, con ripetute ricostruzioni.

### Sviluppi
Tra i secoli XI e IX a.C., una situazione politica internazionale abbastanza fluida e priva di stati egemoni permise ai regni siro-ittiti notevole libertà d'esistenza ma, con il crescere della potenza dell'impero neo-assiro, la loro sorte fu segnata. 
I primi scontri tra i siro-ittiti ed i neo-assiri si registrarono al tempo di Salmanassar III (regno 859-824 a.C.) la cui avanzata lungo il Tigri spinse vari potentati levantini (neo-ittiti, Israeliti e Fenici) a coalizzarsi per fermarlo nella Battaglia di Qarqar (853 a.C.). 
Un secolo dopo, la vittoria di Tiglatpileser III sul regno di Urartu (743 a.C.) spalancò agli Assiri l'area neo-ittita e i singoli Stati dovettero capitolare, ridotti a province assire dallo stesso Tiglatpileser e dai suoi successori Salmanassar V e Sargon II tra il 740 e il 710 a.C.
Il nome degli Ittiti fu ancora usato per qualche secolo, con un significato diverso: gli Assiri continuarono a chiamare Hatti la Siria settentrionale e poi estesero il nome a tutta la regione siro-palestinese, e nell'Antico Testamento gli Ittiti figurano come una delle popolazioni che abitavano la Palestina prima della conquista israelitica.

## Elenco degli stati siro-ittiti
Gli stati siro-ittiti sono divisi in due gruppi: un gruppo settentrionale in cui i governanti ittiti rimasero al potere e un gruppo meridionale in cui gli aramei presero il potere dal 1000 a.C. circa. Questi stati erano strutture altamente decentralizzate: alcuni sembrano essere stati solo vaghe confederazioni di sotto-regni.
Il gruppo settentrionale comprendeva:
- Tabal. Tale termine potrebbe riferirsi ad un gruppo di città-stato chiamato Tyanitis/Tianitide, comprendente oltre a Tunna/Tyana anche Hupisna, Shinukhtu e Ishtunda
- Kammanu con Arslantepe
- Hilakku
- Quwê/Que, con una roccaforte nell'odierna Karatepe
- Gurgum
- Kummuh
- Karkemiš

Il gruppo meridionale comprendeva:
- Palistin la cui capitale era probabilmente Tell Tayinat[13][14]
- Bit Gabbari con Sam'al
- Bit-Adini con la città di Til Barsip
- Bit Bahiani con Guzana
- Pattin (anche Pattina o Unqi) con la città di Kinalua, forse il moderno Tell Tayinat[15]
- Ain Dara, un centro religioso
- Bit Agusi con le città di Arpad, Nampigi e (più tardi) Aleppo
- Hatarikka-Luhuti la cui capitale era a Hatarikka
- Hama

## Iscrizioni
Le iscrizioni monumentali luvie nei geroglifici anatolici continuano quasi ininterrottamente dai monumenti imperiali ittiti del XIII secolo a.C. alle iscrizioni siro-ittite della prima età del ferro di Karkemish, Melid, Aleppo e altrove. I geroglifici luvi furono scelti da molti dei regni regionali siro-ittiti per le loro iscrizioni monumentali, che spesso compaiono in iscrizioni bilingue o trilingue con versioni aramaica, fenicia o accadica. La prima età del ferro nella Mesopotamia settentrionale vide anche una graduale diffusione della scrittura alfabetica in aramaico e fenicio. Durante le interazioni culturali sulla costa levantina della Siro-Palestina e della Siria settentrionale tra il X e l'VIII secolo a.C., Greci e Frigi adottarono la scrittura alfabetica dai Fenici.